# Gutshaus Badow

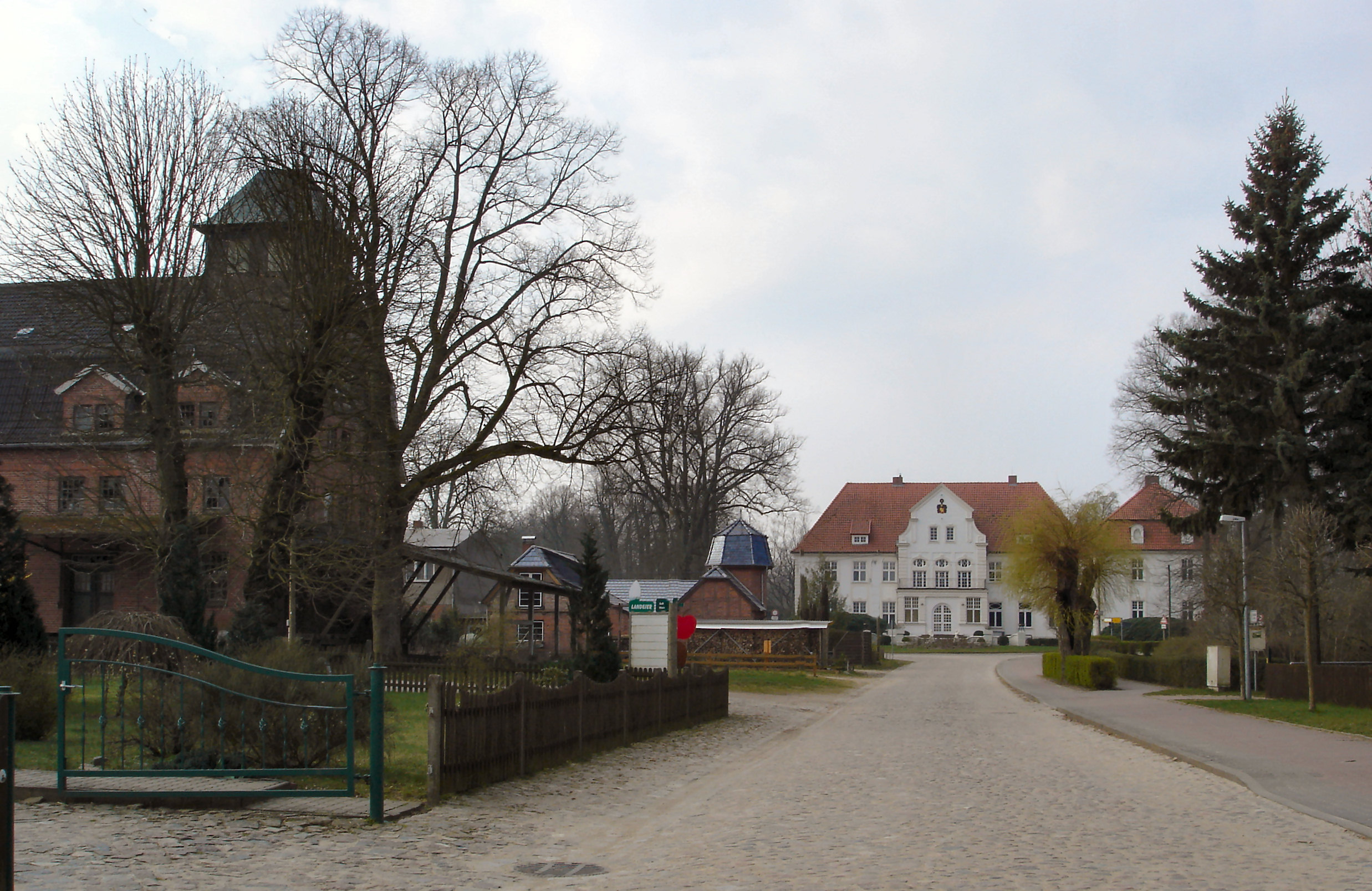
Gutshaus Badow

Das Gutshaus Badow, im Ort auch als Schloss bezeichnet, befindet sich im Ortsteil Badow der Gemeinde Schildetal, Landkreis Nordwestmecklenburg. 
Urkundlich erwähnt wurde das Gut erstmals 1230.
1906 wurde das Herrenhaus nach einem schweren Brand vom Architekten Paul Korff von einem klassizistischen zu einem neubarocken Haus umgebaut.
2004 pachtete die nachmalige AfD-Politikerin Petra Federau das Gutshaus Badow, um dort ein Schloss- und Reithotel zu etablieren.